# 35429 Bochartdesaron
35429 Bochartdesaron è un asteroide della fascia principale. Scoperto nel 1998, presenta un'orbita caratterizzata da un semiasse maggiore pari a 2,5863733 au e da un'eccentricità di 0,2187825, inclinata di 3,62571° rispetto all'eclittica.